# Lađana
Lađana este un sat din comuna Pljevlja, Muntenegru. Conform datelor de la recensământul din 2003, localitatea are 72 de locuitori (la recensământul din 1991 erau 106 locuitori).

## Demografie
În satul Lađana locuiesc 65 de persoane adulte, iar vârsta medie a populației este de 50,3 de ani (44,4 la bărbați și 54,7 la femei). În localitate sunt 27 de gospodării, iar numărul mediu de membri în gospodărie este de 2,67.
Populația localității este foarte eterogenă.
|  |

| Demografie | Demografie | Demografie |
| An         | Locuitori  | Locuitori  |
| ---------- | ---------- | ---------- |
|            |            |            |
|            |            |            |
|            |            |            |
|            |            |            |
| 1948       | 156        |            |
| 1953       | 176        |            |
| 1961       | 193        |            |
| 1971       | 177        |            |
| 1981       | 159        |            |
| 1991       | 106        | 104        |
| 2003       | 73         | 72         |

| \| Componența etnică conform recensământului din 2003[2] \| Componența etnică conform recensământului din 2003[2] \| Componența etnică conform recensământului din 2003[2] \| Componența etnică conform recensământului din 2003[2] \| Componența etnică conform recensământului din 2003[2] \| \| ----------------------------------------------------- \| ----------------------------------------------------- \| ----------------------------------------------------- \| ----------------------------------------------------- \| ----------------------------------------------------- \| \| \| \| \| \| \| \| Sârbi \| Sârbi \| \| 43 \| 59,72% \| \| Muntenegreni \| Muntenegreni \| \| 25 \| 34,72% \| \| necunoscută \| necunoscută \| \| 0 \| 0% \| |              |  |    |        |
| Componența etnică conform recensământului din 2003 |              |  |    |        |
| |              |  |    |        |
| Sârbi | Sârbi        |  | 43 | 59,72% |
| Muntenegreni | Muntenegreni |  | 25 | 34,72% |
| necunoscută | necunoscută  |  | 0  | 0%     |